# Villanueva del Campo
Villanueva del Campo ist ein nordwestspanischer Ort und eine Gemeinde (municipio) mit 761 Einwohnern (Stand: 2024) im Osten der Provinz Zamora in der Autonomen Gemeinschaft Kastilien-León. Zur Gemeinde gehören neben dem namensgebenden Hauptort die Wüstungen San Vicente, Golpejones, Valdehúnco und Villafrontín.

## Lage und Klima
Villanueva del Campo liegt in der kastilisch-leonesischen Hochebene in einer Höhe von etwa 735 m. Die Provinzhauptstadt Zamora befindet sich ca. 53 Kilometer südwestlich. Das Klima im Winter ist durchaus kalt, im Sommer dagegen warm bis heiß; die spärlichen Regenfälle (ca. 457 mm/Jahr) fallen verteilt übers ganze Jahr.

## Bevölkerungsentwicklung
| Jahr      | 1970 | 1981 | 1991 | 2001 | 2011 | 2021 |
| Einwohner | 1550 | 1341 | 1231 | 1084 | 966  | 810  |

Der deutliche Bevölkerungsrückgang in der zweiten Hälfte des 20. Jahrhunderts ist im Wesentlichen auf die Mechanisierung der Landwirtschaft, die Aufgabe bäuerlicher Kleinbetriebe („Höfesterben“) und den damit einhergehenden Verlust von Arbeitsplätzen zurückzuführen.

## Sehenswürdigkeiten
- Thomaskirche
- Salvatorkirche

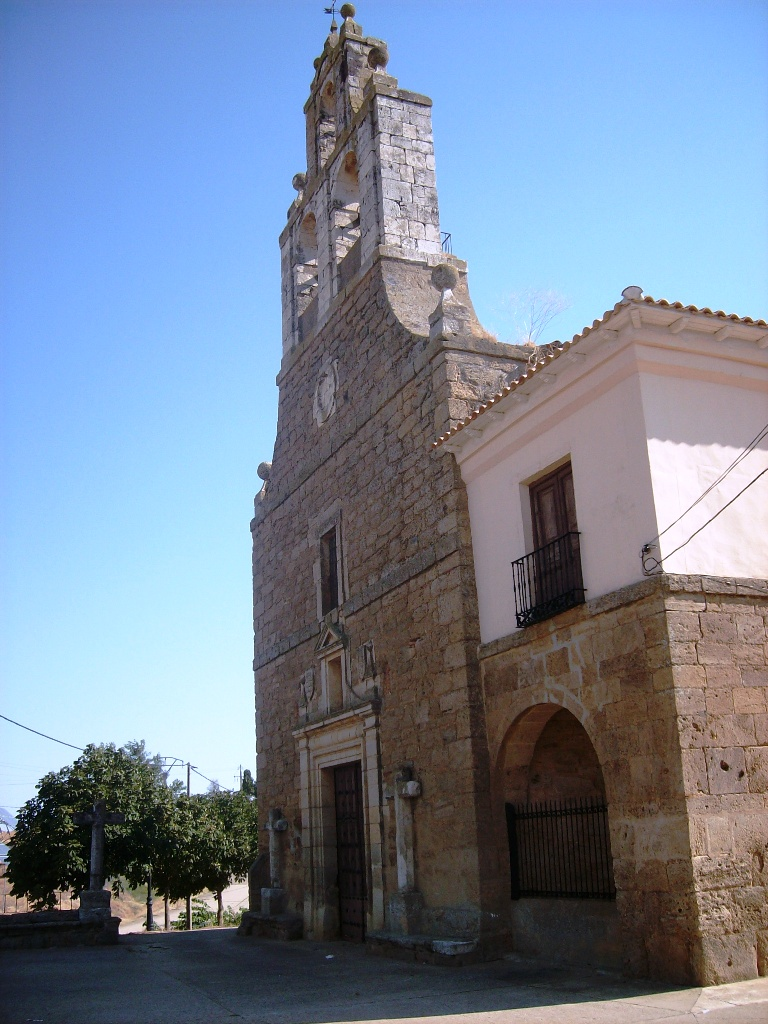
Christuskapelle
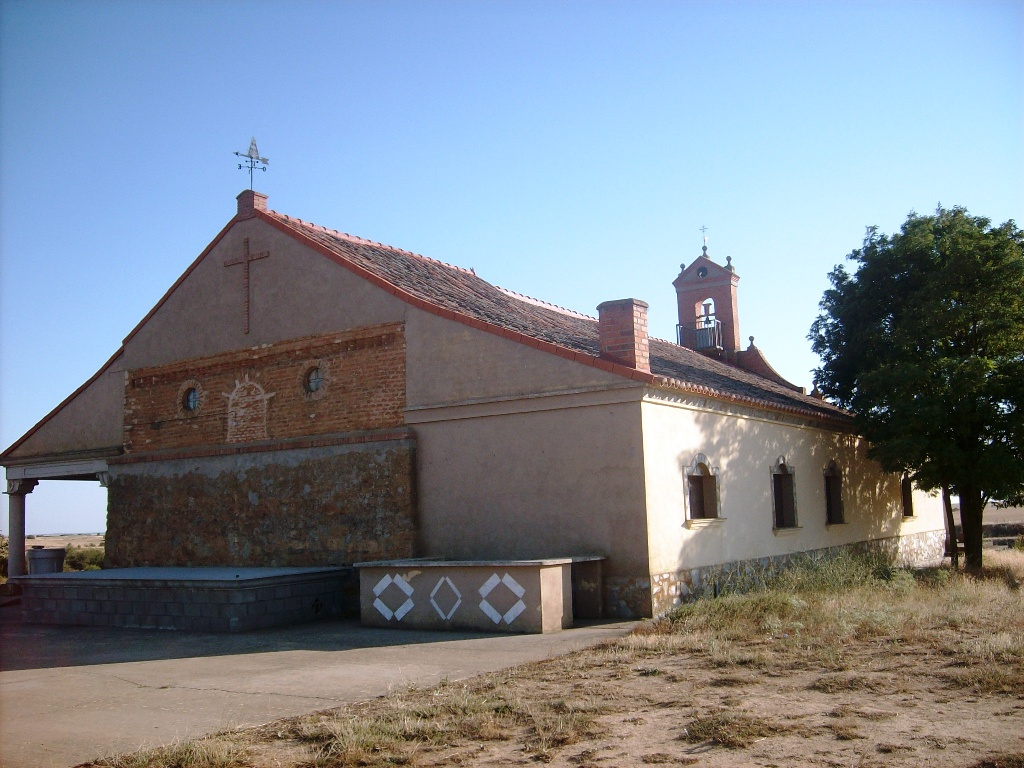
Marienkapelle

- Christuskapelle
- Marienkapelle